# بطولة العالم لسباق الدراجات على الطريق 2019 – سباق الطريق
بطولة العالم لسباق الدراجات على الطريق 2019 – سباق الطريق (بالإنجليزية: 2019 UCI Road World Championships – Men's road race)‏ هو سباق دراجات هوائية، وهو الموسم رقم 86 من السباق، وأقيم في 29 سبتمبر 2019، وامتدّ لمسافة 262 كيلومتر، وهو أحد سباقات بطولة العالم لسباق الدراجات على الطريق 2019، وقد شارك في السباق  195 متسابقاً ووصل إلى نهايته  46 متسابقاً.
فاز فيه بالمركز الأول  مادس بيدرسن، وبالمركز الثاني  ماتيو ترينتين، وبالمركز الثالث  ستيفان كونغ.

## الفرق
| فرق وطنية (42)- فريق الأرجنتين لركوب الدراجات للرجال 2019‏ - فريق أستراليا لركوب الدراجات للرجال 2019‏ - فريق النمسا لركوب الدراجات للرجال 2019‏ - فريق بلجيكا لركوب الدراجات للرجال 2019 ‏ - فريق روسيا البيضاء لركوب الدراجات للرجال 2019‏ - فريق كندا لركوب الدراجات للرجال 2019‏ - فريق كولومبيا لركوب الدراجات للرجال 2019‏ - فريق كوستاريكا لركوب الدراجات للرجال 2019‏ - منتخب كرواتيا الوطني لسباق الدراجات على الطريق للرجال 2019‏ - فريق التشيك لركوب الدراجات للرجال 2019‏ - فريق الدنمارك لركوب الدراجات للرجال 2019 ‏ - منتخب الإكوادور لركوب الدراجات للرجال 2019‏ - فريق إرتريا لركوب الدراجات 2019 ‏ - فريق إسبانيا لركوب الدراجات للرجال 2019 ‏ - فريق إستونيا لركوب الدراجات للرجال 2019‏ - فريق فرنسا لركوب الدراجات للرجال 2019 ‏ - فريق المملكة المتحدة لركوب الدراجات للرجال 2019 ‏ - فريق ألمانيا لركوب الدراجات للرجال 2019‏ - فريق اليونان لركوب الدراجات للرجال 2019‏ - فريق المجر لركوب الدراجات للرجال 2019‏ - فريق جمهورية أيرلندا لركوب الدراجات للرجال 2019‏ - فريق إيطاليا لركوب الدراجات للرجال 2019 ‏ - فريق اليابان لركوب الدراجات للرجال 2019‏ - فريق كازاخستان لركوب الدراجات للرجال 2019 ‏ - منتخب لاتفيا لركوب الدراجات للرجال 2019‏ - فريق ليتوانيا لركوب الدراجات للرجال 2019‏ - فريق لوكسمبورغ لركوب الدراجات 2019‏ - فريق ناميبيا لسباق الدراجات على الطريق للرجال 2019‏ - فريق هولندا لركوب الدراجات للرجال 2019 ‏ - فريق النرويج لركوب الدراجات للرجال 2019 ‏ - فريق نيوزيلندا لركوب الدراجات 2019‏ - فريق بولندا لركوب الدراجات 2019 ‏ - فريق البرتغال لركوب الدراجات للرجال 2019 ‏ - فريق رومانيا لركوب الدراجات للرجال 2019‏ - فريق جنوب أفريقيا لركوب الدراجات للرجال 2019‏ - فريق روسيا لركوب الدراجات 2019 ‏ - فريق سلوفينيا لركوب الدراجات للرجال 2019‏ - فريق سويسرا لركوب الدراجات 2019 ‏ - فريق سلوفاكيا لركوب الدراجات 2019‏ - فريق السويد لركوب الدراجات للرجال 2019‏ - فريق أوكرانيا لسباق الدراجات على الطريق للرجال 2019‏ - فريق الولايات المتحدة لسباق الدراجات الهوائية للرجال 2019 ‏ |  |
| |  |

## التصنيف العام النهائي
| التصنيف العام         | التصنيف العام   | التصنيف العام | التصنيف العام | التصنيف العام     |
| الدراج                | الدراج          | البلد         | الفريق        | الوقت             |
| --------------------- | --------------- | ------------- | ------------- | ----------------- |
| 1.                    | مادس بيدرسن     | الدنمارك      | الدنمارك      | 6 س 27 دقيقة 28 ث |
| 2.                    | ماتيو ترينتين   | إيطاليا       | إيطاليا       | + 0 ث             |
| 3.                    | ستيفان كونغ     | سويسرا        | سويسرا        | + 2 ث             |
| 4.                    | جياني موسكون    | إيطاليا       | إيطاليا       | + 17 ث            |
| 5.                    | بيتر ساغان      | سلوفاكيا      | سلوفاكيا      | + 43 ث            |
| 6.                    | مايكل فالغرين   | الدنمارك      | الدنمارك      | + 45 ث            |
| 7.                    | ألكسندر كريستوف | النرويج       | النرويج       | + 1 دقيقة 10 ث    |
| 8.                    | جريج فان أفرمت  | بلجيكا        | بلجيكا        | + 1 دقيقة 10 ث    |
| 9.                    | جوركا إيزاجير   | إسبانيا       | إسبانيا       | + 1 دقيقة 10 ث    |
| 10.                   | روي كوستا       | البرتغال      | البرتغال      | + 1 دقيقة 10 ث    |
| مصدر: ProCyclingStats |                 |               |               |                   |

## وصلات خارجية
- الموقع الرسمي
- لمحة عن سباق بطولة العالم لسباق الدراجات على الطريق 2019 – سباق الطريق على موقع  ProCyclingStats   (برو  سايكلنج  ستاتس) - إحصاءات  محترفي  الدراجات.

- بطولة العالم لسباق الدراجات على الطريق 2019 – سباق الطريق على موقع إحصائيات الدراجات الإحترافية (الإنجليزية)